# 14925 Naoko
14925 Naoko este un asteroid din centura principală de asteroizi.

## Descriere
14925 Naoko este un asteroid din centura principală de asteroizi. A fost descoperit pe 4 noiembrie 1994 la Kitami de Kin Endate și Kazuro Watanabe. Asteroidul prezintă o orbită caracterizată de o semiaxă mare de 2,26 ua, o excentricitate de 0,19 și o înclinație de 6,8° în raport cu ecliptica.